# KV27
KV27 es una tumba egipcia del llamado Valle de los Reyes, situado en la orilla oeste del Nilo, a la altura de la moderna ciudad de Luxor. La falta de decoración y de pruebas documentales precisas hacen imposible determinar quién o quiénes fueron los propietarios originales de la tumba, aunque parecen estar fechados a mediados de la dinastía XVIII.

## Situación
KV27 se encuentra alejada del grueso de las tumbas, en la parte oriental del Valle, y no muy cerca de ninguna tumba real -la más cercana, KV20 se encuentra a unos cien metros-. Es la vecina inmediata de KV28, ubicadas ambas entre KV21 y las dos gemelas KV44 y KV45.
Su diseño tan particular, sólo compartido por KV30, parece un híbrido entre las tumbas menores con un pozo de entrada y una única sala, y las tumbas de varias salas que se abren a lo largo de un solo corredor. El sepulcro está completamente excavado, bien pulido y de estructura firme, con ausencia de columnas, escaleras u otro elemento arquitectónico digno de importancia. De estructura simple y bien acabada, el lugar podría permitir un enterramiento múltiple, dados los tamaños tan similares que guardan entre sí las diferentes habitaciones. El conjunto de KV27 se divide en varias estancias: una pequeña cámara de entrada, una sala principal que cuenta con dos habitaciones anexas en el eje principal y otra más, perpendicular a la anterior. Todas las salas están separadas del resto por una pequeña puerta bien señalada por dinteles. Además, en la última cámara mencionada se puede ver el comienzo de la construcción de un nicho, o quizás de otra habitación, que quedó interrumpida.
Al parecer el sepulcro ha sufrido al menos seis inundaciones de gran violencia, que llenaron varias zonas de escombros y dañaron algo la firme estructura. Para proteger la tumba de situaciones así ya se han tomado medidas, y a la entrada se han construido barreras que impiden el paso de grandes cantidades de agua.

## Excavación
Ignoramos la fecha del descubrimiento de KV27, aunque es probable que ya fuera conocida por Belzoni, Wilkinson, e incluso Pococke, este último viajero en el siglo XVIII. Sin embargo, su existencia nunca llamó la atención de grandes expediciones hasta mucho más tarde, en 1990, cuando fue excavada y parcialmente desescombrada por Donald P. Ryan para la Pacific Lutheran University.
Sus investigaciones llegaron a la conclusión de que KV27 tuvo que ser la tumba de uno o más miembros de la familia real durante la dinastía XVIII, ya que el diseño del lugar parecía una miniatura de tumbas con el mismo propósito como KV12 o KV5. Esta teoría se basó, aparte de en el diseño arquitectónico, en el hallazgo de cerámica que parece apuntar a los reinados de Thutmose IV o bien de Amenhotep III. No obstante, la completa falta de decoración o de depósitos de fundación que delaten a alguno de sus posibles propietarios deja abiertas muchas posibilidades.